# Arheol
Arheol (di-O-fitanilglicerol) je dvostruki etar sn-1-glicerola, U njemu su pozicije 2 i 3 vezane za fitanilne ostatke. Arhaeoli su arhejni homolozi diacilglicerola (DAGs).